# HMS Uttern (1958)
Pour les autres navires du même nom, voir HMS Uttern.
Le HMS Uttern est le sixième sous-marin de classe Hajen de la marine royale suédoise.

## Carrière
Le navire a été commandé en 1952 à Kockums Mekaniska Verkstads AB à Malmö et sa quille a été posée en 1955. Le navire a été lancé le 14 novembre 1958 et a été mis en service le 15 mars 1960.
Il a été désarmé le 1er juillet 1980 et vendu à la ferraille à Odense en 1981.

## Galerie

HMS Uttern
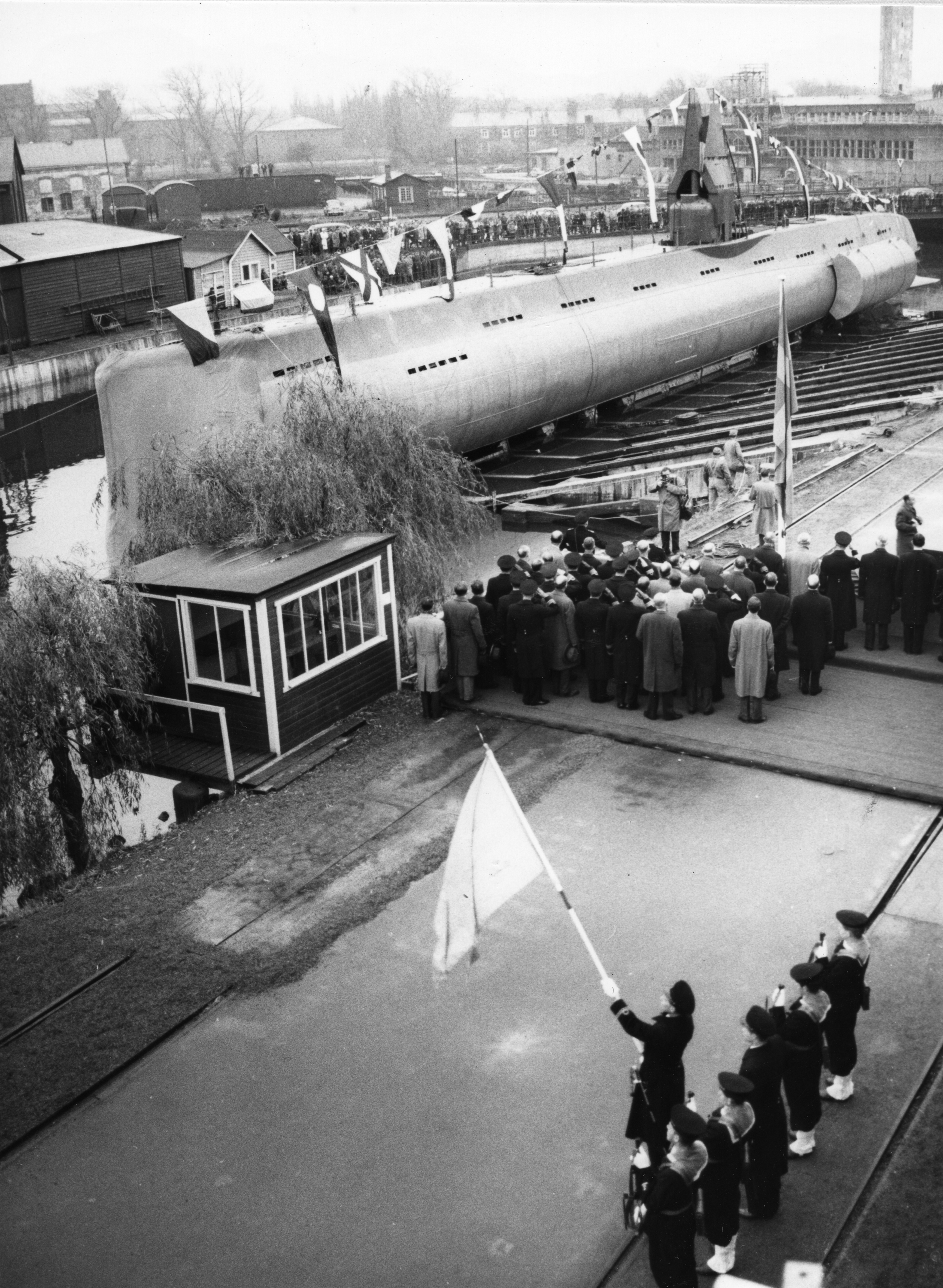
Le HMS Uttern le 14 novembre 1958
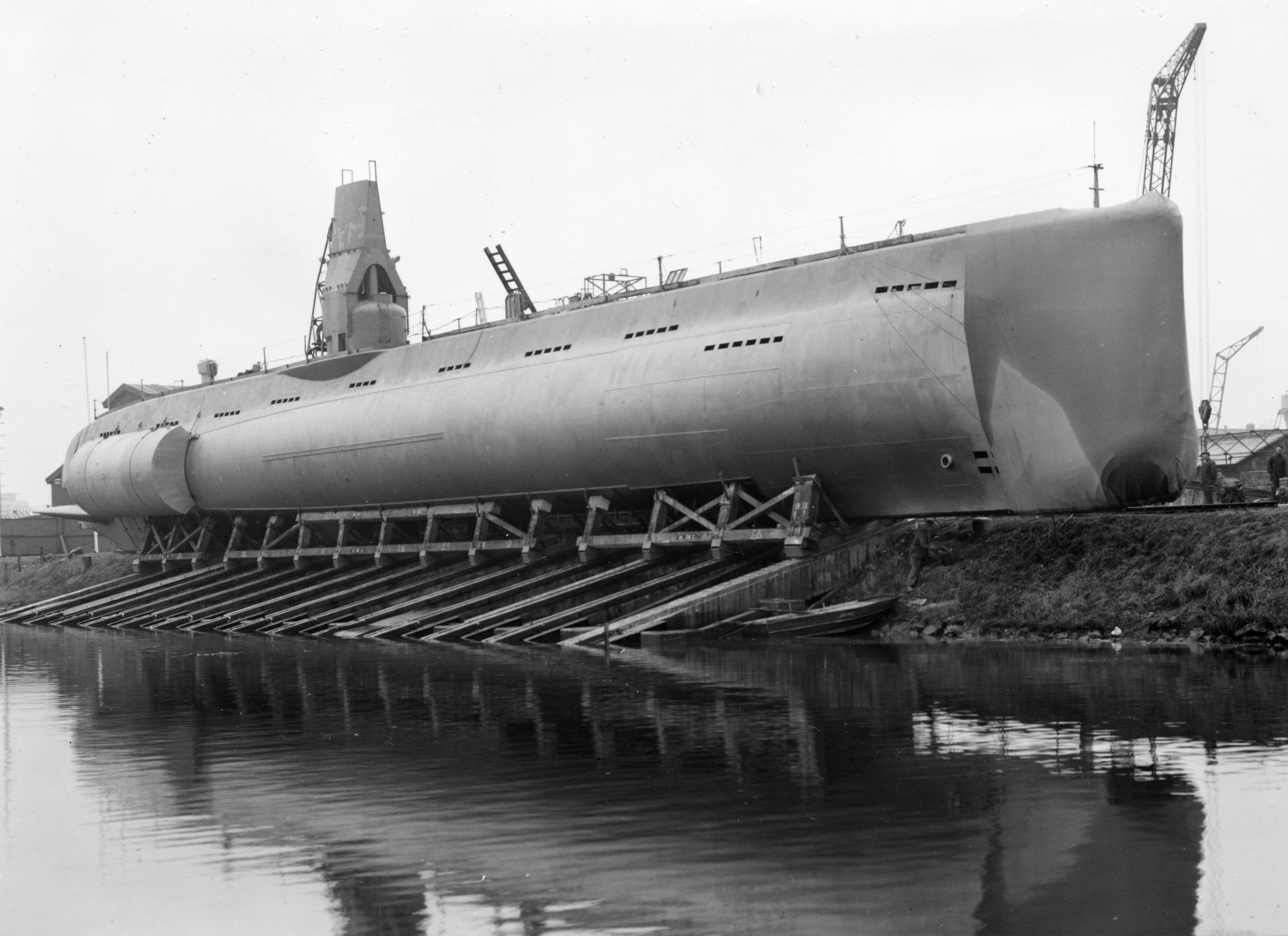
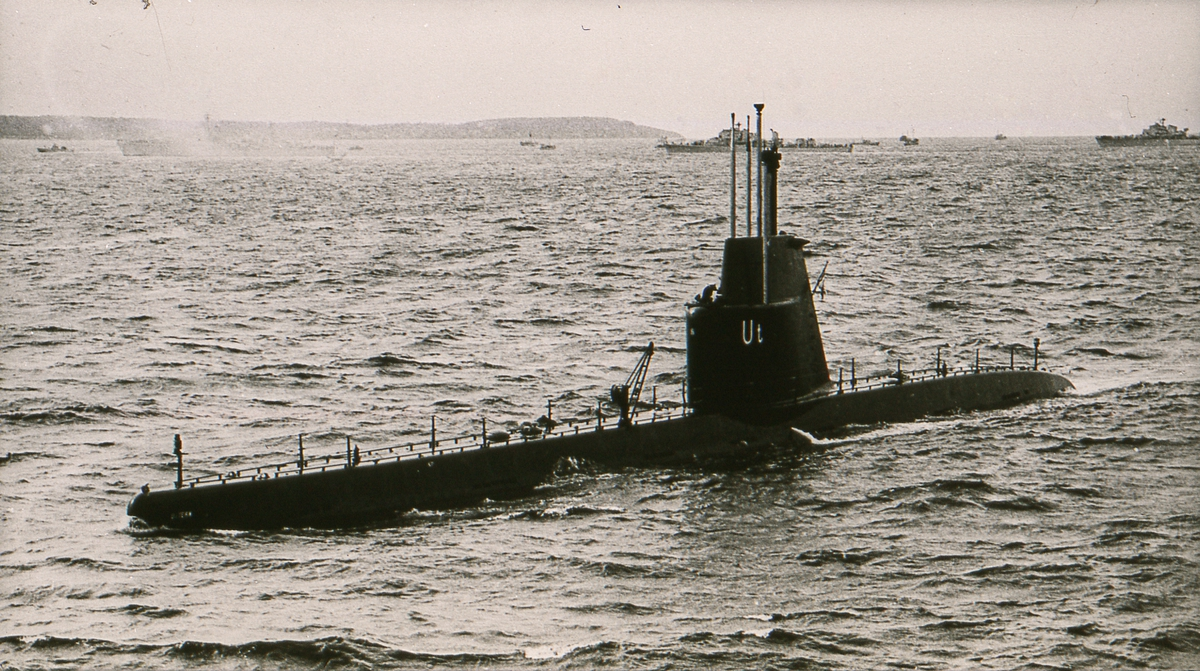